# 赤い陣羽織
『赤い陣羽織』（あかいじんばおり）は、木下順二の戯曲、およびそれを原作とする歌舞伎、オペラ、テレビドラマ、映画、バレエ作品。
初出は、1947年4月刊行の『別册文藝春秋』。発表時の原題は、『赤い陣羽織−A Farce−』。ペドロ・アントニオ・デ・アラルコンの短編小説『三角帽子』（1874年）をもとにした喜劇とされているが、木下は本作とは別に、アラルコン作、会田由訳の岩波文庫版をもとに戯曲『三角帽子』（未來社、1951年）を刊行している。戯曲を元に歌舞伎化、オペラ化が取り組まれ、テレビドラマは2回製作され、そのうち、日本テレビが1959年4月15日に放送した番組は、日本のテレビドラマ史上初のカラースタジオドラマとされる。バレエ化は松山バレエ団が実現した。

## 登場人物・設定
- お代官
- その奥方
- お代官のこぶん
- お代官の屋敷の門番たち（声のみ）
- 庄屋さま
- おやじ（百姓）
- その女房
- 奥方の腰元多ぜい

木下は、わざわざト書きで「自由な装置や扮装や演出が望ましい」と書き、時代設定をこだわらないことを示した。

## ものがたり
女好きで派手な赤い陣羽織を羽織っているお代官が権力を傘に来て、おやじの女房に言い寄ることから始まる。おやじは、大事な女房をお代官に口説かれて心配するばかりだ。一方、なんとしてもおやじの女房を我がものにしようとするお代官も、実は自分の奥方に頭があがらない。

## 上演
記録を確認できるもっとも早い上演は、1948年の劇団文化座。1955年1月に歌舞伎座で上演され、今日まで歌舞伎の定番レパートリーとなっている。アマチュア劇団ながら、横浜市の劇団葡萄座が1959年に上演している。木下と繋がりのある劇団による上演としては、1963年のぶどうの会があげられる。小沢昭一らの俳優小劇場も、1967年以後上演した。

## 歌舞伎役者を中心とした上演
- 1955年1月歌舞伎座で、お代官＝十七代中村勘三郎、おやじ（百姓）＝八代目松本幸四郎という配役で上演された。
- 1961年7月20日NHK総合テレビで、中村勘三郎、水谷八重子、伊志井寛、市川翠扇、市村家橘らの出演による大衆劇「赤い陣羽織」として舞台中継された記録がある。

## オペラ
木下順二原作・大栗裕作曲のオペラ「赤い陣羽織」（全3幕）は、武智鉄二演出による関西歌劇団の創作歌劇第1回公演として、1955年6月11日、6月12日に大阪・三越劇場で上演された。木下原作の民話オペラは、「夕鶴」（1952年）や「きき耳ずきん」（1954年、原題「聴耳頭巾」）として結実しており、こうした実績を踏まえて、狂言オペラという新しい形式に挑戦した。関西歌劇団にとって、「赤い陣羽織」は東京、沖縄公演を含め創立50年を迎えるまでに100回を越える演目となった。

### 近年の上演例
2008年4月15日、「大栗裕の世界」の演目としていずみホールで上演。
円光寺雅彦指揮、大阪フィルハーモニー交響楽団、浅川和宏によるオーボエ独奏。
武智鉄二原演出、井原広樹演出。
- 配役
  - おやじ：林誠
  - おかか：中井理映子
  - お代官：阪上和夫
  - 奥方：河邉敦子
  - 庄や：佐藤彰宏
  - 子分：清原邦仁
  - 孫太郎：富永奏司
  - 腰元：田仲真弓、吉野里美、上畑藍子、三谷千恵美
  - 門番：岡村真、厨子雅哉、藤井章雄、堀真己、和田一人

## テレビドラマ

### 1957年版
1957年7月28日に、ラジオ東京テレビ（現TBS）『東芝日曜劇場』第35回にて放送。演出は岡倉士朗と岡本愛彦。

#### キャスト
- 中村勘三郎
- 山本安英
- 小沢重雄
- 桑山正一
- 野田秀男
- ぶどうの会 ほか

### 1959年版
1959年4月15日に、日本テレビ『ヤシカゴールデン劇場』でカラー生放送。日本のテレビドラマ史上初のカラースタジオドラマだった。

#### キャスト
- 久米明
- 香川京子
- 田辺皓一
- 桑山正一
- 小沢重雄
- 蓮川くみ ほか

#### 演出
- 竹内敏晴
- 田中知己

## 映画
『赤い陣羽織』は、1958年に歌舞伎座が製作し、松竹が配給した日本映画。
十七代目中村勘三郎の映画初出演作。カラーの松竹グランドスコープとして製作された。木下順二の戯曲を原作として、高岩肇がシナリオを書いた。雑誌『シナリオ』1958年8月号に発表された。歌舞伎役者である中村と三島雅夫ら新劇系の役者、フリーの香川京子、にんじんくらぶの有馬稲子が出演した。スタッフとし、山本薩夫監督を支える撮影の前田実、美術の久保一雄、編集の河野秋和が参加している。

### キャスト
- 荒木源太左衛門（代官）：中村勘三郎
- 荒木信乃（源太左衛門の妻）：香川京子（東宝）
- 甚兵衛（水車の番人）：伊藤雄之助
- せん（甚兵衛の女房）：有馬稲子
- 宇右衛門（庄屋）：三島雅夫
- 勘六（庄屋の下男）：花澤徳衛（東映）
- 藤太（代官の用人）：井上昭文
- 胤臣（神官）：多々良純
- 黒助（鍛冶屋）：島田屯
- 岩崎加根子
- 市原悦子
- 武智豊子
- よね（黒助の女房）：戸田春子
- ふみ（黒助の娘）：柳川慶子
- 権次（百姓）：福原秀雄
- 助作（百姓）：矢野宣